# Illusion (entreprise)
Illusion (イリュージョン, Iryūjon) est une société de Yokohama au Japon, célèbre pour le développement d'eroges avec des graphismes 3D. En raison de la politique d'Illusion, ses jeux ne sont pas autorisés à être vendus en dehors du Japon. Les garanties et le soutien officiel ne sont disponibles qu'au Japon. RapeLay (2006) a été rendu disponible en Grande-Bretagne par des tiers vendeurs sur Amazon.com. En raison de la teneur controversée de jeu, Amazon a retiré le produit de la vente à la suite de plaintes des utilisateurs.

## Jeux du studio
- Des Blood (26 décembre 1997)
- Des Blood 2 (11 juin 1998)
- Bikō (14 mai 1999)
- DANCINGCATs (1er janvier 2000)
- Des Blood 3 (14 janvier 2000)
- Brutish Mine (14 septembre 2000)
- Des Blood Racing (9 mars 2001)
- Bikō 2: Reversible Face (Janvier 2001)
- Requiem Hurts (29 juin 2001)
  - Requiem Hurts: Rainy Escape (Expansion, ??)
- Interact Play VR (21 août 2001)
- Battle Raper (19 avril 2002)
- Des Blood 4: Lost Alone (13 septembre 2002)
- Sexy Beach (Decembre 2002)
- Des Blood VR (7 juin 2003)
- Sexy Beach 2 (11 juillet 2003)
  - Chiku Chiku Beach (Expansion, 9 Decembre 2003)
- Bikō 3 (30 janvier 2004)
- A-GA (25 juin 2004)
- Jinkō Shōjo ("Artificial Girl", 23 juillet 2004)
- Jinkō Shōjo 2 ("Artificial Girl 2", 26 novembre 2004)
- Battle Raper 2 (22 avril 2005)
- Oppai Slider 2 (25 novembre 2005)
- RapeLay (21 avril 2006)
  - BotuPlay (Extra Disc, ??)
- Sexy Beach 3 (29 septembre 2006)
  - Sexy Beach 3 Plus (Expansion, 15 Decembre 2006)
- SchoolMate (25 mai 2007)
  - SchoolMate Sweets! (Standalone Fan Disc, 27 février 2009)
- Jinkō Shōjo 3 ("Artificial Girl 3", 30 novembre 2007)
  - Jinkō Shōjo 3 Privilege Disc (Bonus Disc, ? 2008)
  - Jinkō Shōjo 3 Hannari (Expansion, 2 juin 2008)
  - Jinkō Shōjo 3 Hannari Privilege Disc (Expansion Bonus Disc, ? 2008)
- Hako (Box, 10 octobre 2008)
- @Home Mate (29 mai 2009)
- Yuusha kara wa Nigerarenai! ("You can't escape from the heroine!", 2 octobre 2009)
- Real Kanojo ("Real Girlfriend", 19 février 2010)
- SchoolMate 2 (25 juin 2010)
- Sexy Beach Zero (29 octobre 2010)
- Jinkō Gakuen ("Artificial Academy", 10 juin 2011)
- Wakeari! (11 novembre 2011)
- Love Girl (24 février 2012)
- Ore ga Shujinkou ("I'm the Hero", 25 mai 2012)
- Happy End Trigger (12 octobre 2012)
- Premium Play Darkness (25 janvier 2013)
  - Premium Studio Pro (Disc Add-On Expansion, 19 avril 2013)
- Musumakeup! (26 juillet 2013)
- Immoral Ward (1er novembre 2013)
- Real Play (7 mars 2014)
- Jinkō Gakuen 2 ("Artificial Academy 2", 13 juin 2014)
  - Jinkō Gakuen 2: Append Set (Add-on, 29 août 2014)
  - Jinkō Gakuen 2: Append Set 2 (Add-on, 31 octobre 2014)
- HaremMate (26 Decembre 2014)
- Playclub (24 avril 2015)
  - Playclub Studio (Disc Add-on Expansion, 10 juillet 2015)
- Sexy Beach Premium Resort (11 septembre 2015)
- Sekurosufia ("Secrosphere", 28 avril 2016)
- Honey Select ("Honey Select", 9 septembre 2016)
  - Honey Select: Party (Add-on Expansion, 28 avril 2017)
- KanojoVR (27 février 2017,première tentative de vente de jeux en anglais .)
- PlayHome (13 octobre 2017)
- Koikatu (27 avril 2018)
  - Koikatu: Personality Addition Pack (Addon, 31 août 2018)
  - Koikatu: After School (Addon, 21 décembre 2018)
  - Koikatu: After Darkness (Addon, 31 mai 2019)
- Emotion Creators (Standalone, 26 avril 2019)
- AI Girl (25 octobre 2019)
- Honey Select 2 Libido (29 mai 2020)
- RoomGirl Paradise (20 septembre 2022)